# Most Wolności w Budapeszcie
Most Wolności (węg. Szabadság hid) - znajduje się w Budapeszcie, w dzielnicy Ferencváros (IX. dzielnica), który łączy znajdujący się tam plac Fővám ze znajdującym się po przeciwnej stronie placem Świętego Gellerta. Jest to najkrótszy most nad Dunajem w Budapeszcie. Jest to most kratowy, wspornikowy, trójprzęsłowy.

## Budowa
Wybudowano go razem z Mostem Elżbiety na mocy uchwały nr XIV z 1893 roku, w latach 1894–1896. Projektantem mostu był János Feketeházy, który wygrał konkurs na projekt mostu spośród 70 kandydatur. Sam Franciszek Józef wbił ostatni nit i był obecny w dniu oddania mostu do użytku i jego imieniem początkowo go nazwano (Ferencz József híd, Franz-Joseph-Brücke).

## Odbudowa
Po II wojnie światowej został odbudowany jako pierwszy spośród zniszczonych mostów, w 1946 roku. Z tego też powodu nazwano go Mostem Wolności.

## Inne informacje

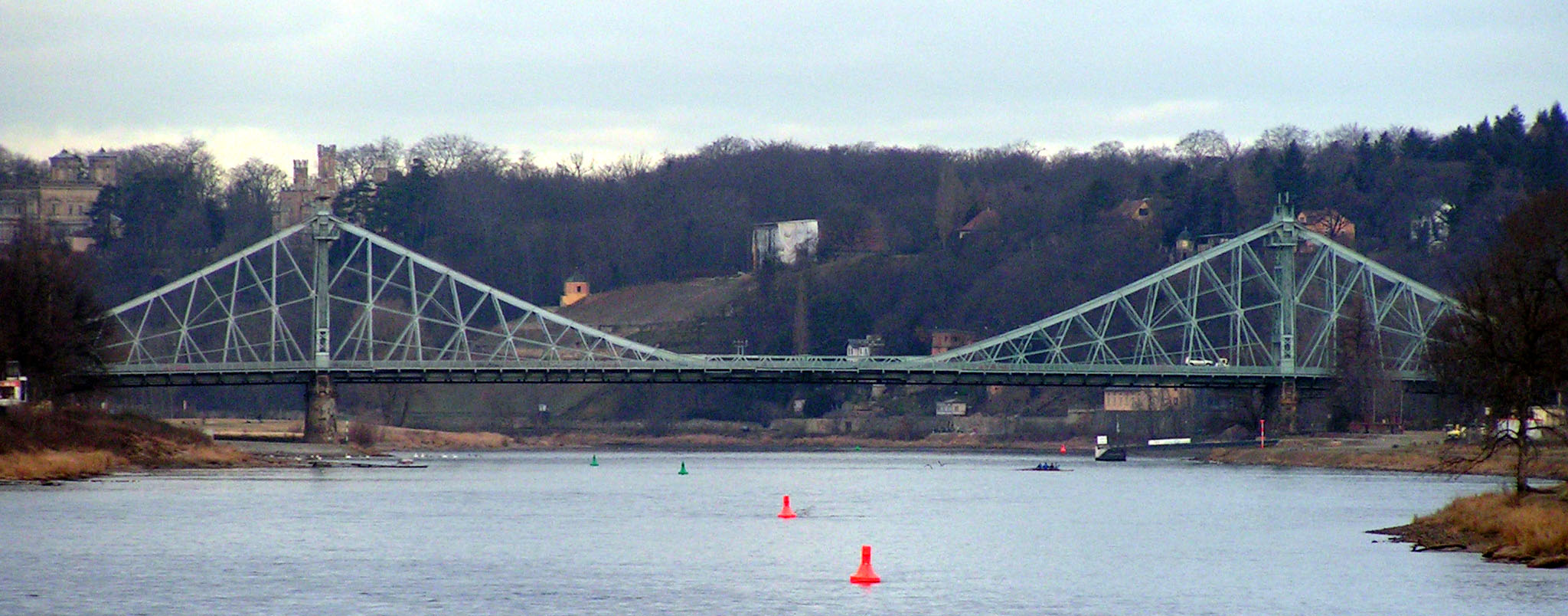
Most „Niebieski Cud” w Dreźnie

- Charakterystyczną ozdobą na samej górze mostu są ptaki Turul. Często się zdarza, że ludzie wdrapują się na samą górę, gdzie one się znajdują. Wtedy ruch na moście zostaje zatrzymany, nierzadko na kilka godzin, co skutecznie utrudnia komunikację miejską.
- Most ten bywa też nazywany nieoficjalnie mostem samobójców.
- Masa konstrukcji stalowej wynosi 4900t.
- Niezwykle podobny jest jedyny ocalały po II wojnie światowej most w Dreźnie, tzw. „Niebieski Cud” (niem. Blaues Wunder).

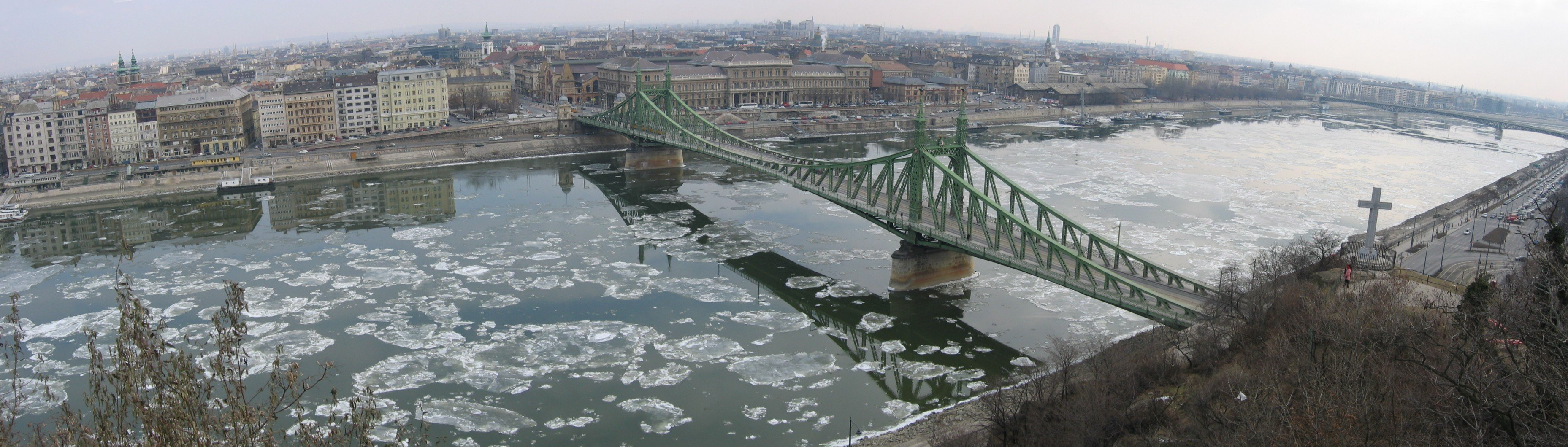
Panorama mostu